# Kanarenzilpzalp

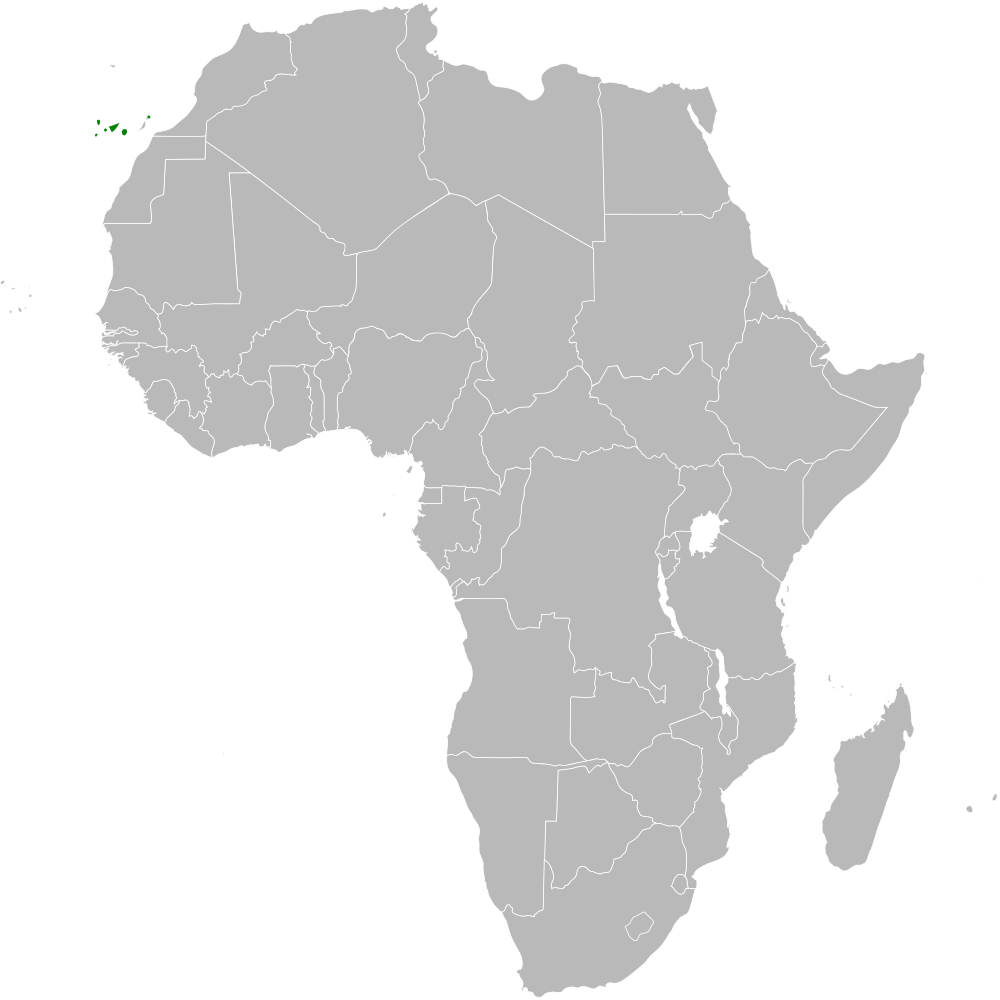
Verbreitung des Kanarenzilpzalps (Phylloscopus canariensis)

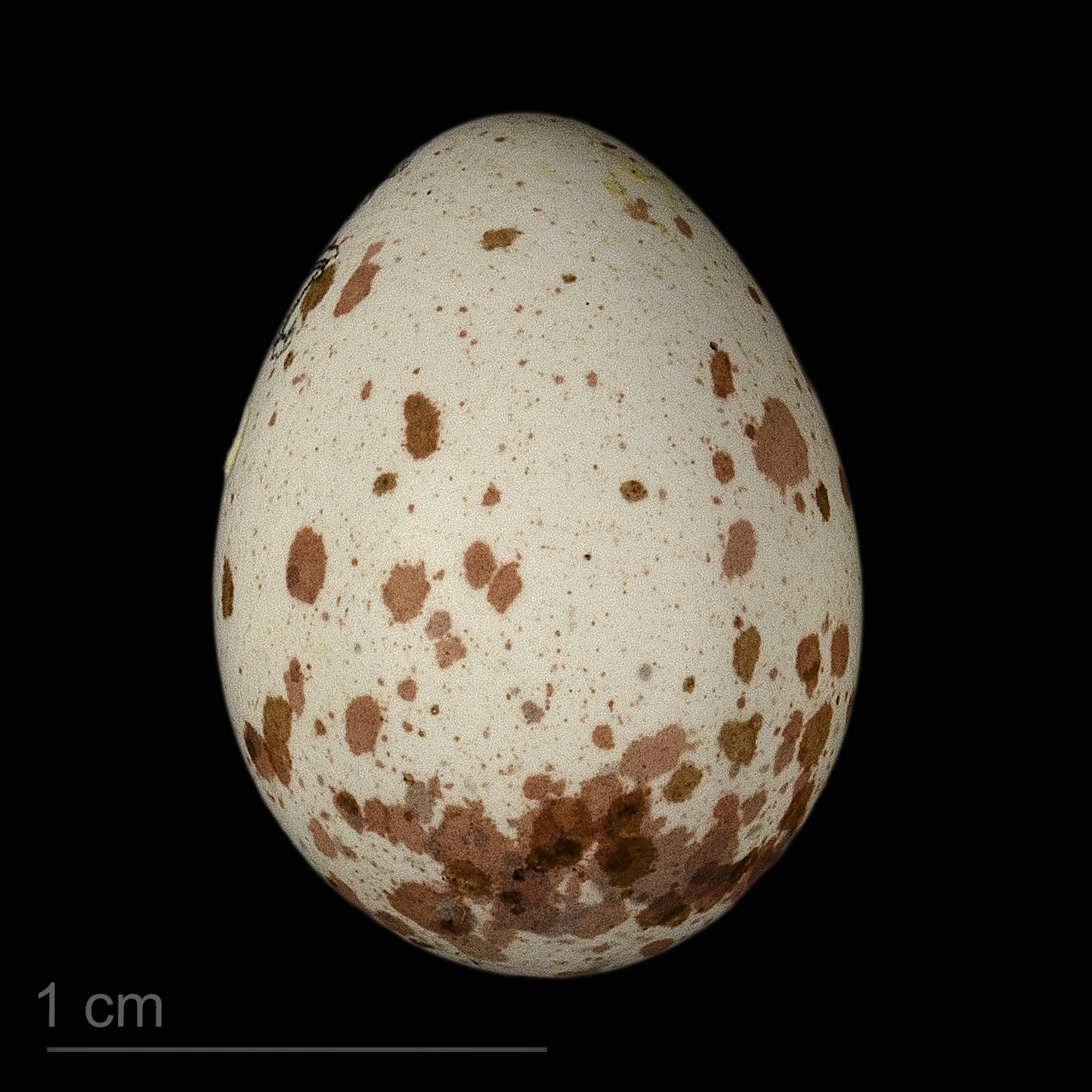
Ei des Kanarenzilpzalps in der Sammlung des Museum von Toulouse

Der Kanarenzilpzalp (Phylloscopus canariensis) ist eine Singvogelart aus der Gattung der Laubsänger (Phylloscopus) in der Familie der Laubsängerartigen (Phylloscopidae). Er galt ursprünglich als Unterart des Zilpzalps (Phylloscopus collybita), wurde jedoch 1996 als eigenständige Art anerkannt. Es werden zwei Unterarten unterschieden, die Nominatform Phylloscopus canariensis canariensis von den Inseln La Palma, El Hierro, Gomera, Teneriffa und Gran Canaria und der Lanzarote-Zilpzalp (Phylloscopus canariensis exsul) von Lanzarote.

## Merkmale
Der Kanarenzilpzalp erreicht eine Körperlänge von 12 bis 14 cm. Er ist ein mittelgroßer, eher schlicht aussehender Laubsänger mit kurzen Flügeln. Die Nominatform hat einen weißen Überaugenstreif und einen dünnen Augenring, der mit einem dunklen Augenstreif kontrastiert. Die Wangen und die Ohrdecken sind olivbraun. Oberkopf und Oberseite sind bräunlich-oliv. Der Unterrücken und die Oberschwanzdecken sind hell grünlich-oliv. Die Schwungfedern und die äußeren Schwanzfedern haben feine hellgrüne Fransen. Kinn und Kehle sind schmutzig weiß. Die Unterkehle und die Brust sind stumpfgelb. Die Unterbrust und der Bauch sind stumpf gelbbraun getönt. Die Flanken sind lebhaft gelbbraun. Bürzel und Unterschwanzdecken sind hell gelblich weiß. Die Unterflügeldecken und die Achselfedern sind gelblich. Die Iris ist dunkelbraun und der Schnabel ist dunkelhornbraun. Die Färbung der Beine ist variabel und reicht von grünlich bis graubraun oder gelbbraun. Vom sehr ähnlichen Zilpzalp unterscheidet er sich hauptsächlich durch seinen weißeren und etwas längeren Überaugenstreif, durch die dunklere Oberseite, durch die stärker gelbbraun getönte Unterseite, durch den etwas längeren und dunkleren Schnabel, durch die helleren Beine und durch kürzere und stärker abgerundete Flügel. Die Geschlechter sehen gleich aus. Die Jungvögel ähneln den Altvögeln, jedoch ist bei ihnen im Allgemeinen die Unterseite heller gelb. Die Unterart Phylloscopus canariensis exsul ist etwas kleiner als die Nominatform, heller und weniger intensiv olivbraun und die Schenkel sind nahezu schwarz.

## Lautäußerungen
Der Ruf der Nominatform besteht aus einem scharfen und klaren hwit, huit, huii, tuit oder wheet, ähnlich dem Ruf des Zilpzalps. Der Ruf der Unterart P. canariensis exsul ist etwas länger und härter. Der Gesang, der sich wie dschi-dsche-sche-schi-sche-schi-schi anhört, hat häufig einen lauten und explosiven Beginn und beschleunigt sich zum Ende hin. Es kann auch ein kurzes, abruptes Tuk, che oder chk vorausgehen, das dem des Zilpzalps ähnelt, jedoch schneller sowie reicher und tiefer im Timbre ist. Der Kanarenzilpzalp reagiert nicht auf den Gesang des Zilpzalps. Über den Gesang der Unterart P. canariensis exsul gibt es keine Informationen.

## Lebensraum
Die Nominatform bewohnt Gärten, Sträucher, die Ränder von Anbauflächen, Buschland, Kiefernwälder (Pinus) und gemischtes Waldland vom Meeresspiegel bis zur Baumgrenze. Der Lebensraum der Unterart P. canariensis exsul umfasst Anbauflächen, Euphorbien, Kakteengestrüpp, Feigenbäume (Ficus) und Sträucher.

## Nahrungsverhalten
Sein Nahrungsverhalten ähnelt dem des Zilpzalps. Er ernährt sich von Blattläusen, Mottenschildläusen, Larven und gelegentlich auch Beeren. Mücken erbeutet er, indem er mit schnellem Flügelschlag im Mückenschwarm „stehen bleibt“. Daher wird er auch „mosquitero“ genannt. Bei der Bestäubung von exotischen Pflanzen mit großen Blüten spielt er eine ähnliche Rolle wie der Kolibri.

## Fortpflanzungsverhalten
Die Fortpflanzungszeit geht von Ende Januar bis Juni. Das Nest besteht hauptsächlich aus Gräsern, Blütenblättern, trockenen Blättern, Pflanzenfasern, Tierhaaren und Federn. Es wird in Bäumen, Palmen, in hohen Büschen (z. B. Lorbeer (Laurus)), in Kletterpflanzen, manchmal unter Dachgesimsen, jedoch sehr selten am Boden errichtet. Das Gelege besteht aus bis zu vier Eiern. Über die Brutdauer und die Schlüpfperioden liegen keine Informationen vor.

## Status
Die IUCN stuft den Kanarenzilpzalp in die Kategorie „nicht gefährdet“ (least concern) ein. Die Nominatform ist häufig und weit verbreitet, mit einer Population, die auf 100.000 bis 150.000 Paare geschätzt wird. Die Unterart P. canariensis exsul war auf das Haria-Tal auf Lanzarote beschränkt, wo zuletzt im Jahr 1986 ein Nest gefunden wurde. Möglicherweise ist diese Form bereits ausgestorben.